# ملعب هيوتشانج
ملعب هيوتشانج (بالإنجليزية: Hyochang Stadium)‏ هو ملعب كرة قدم متعدد الأغراض يقع في كوريا الجنوبية، يتسع لـ 15,194 متفرج.

## التاريخ
تم وضع حجر الأساس للملعب في نوفمبر 19, 1959. افتتح الملعب في أكتوبر 12, 1960. تم تجديده في 1983.